# Eudyptes sclateri
Il pinguino crestato maggiore (Eudyptes sclateri Buller, 1888), o semplicemente pinguino crestato, è un uccello della famiglia Spheniscidae, endemico della Nuova Zelanda.

## Descrizione
La sua caratteristica principale è quella di avere un gran ciuffo biondo sulla testa, che sfoggia soltanto nel periodo dell'accoppiamento. Nel resto dell'anno i ciuffi stanno tirati indietro nei due lati della testa.

## Biologia

### Alimentazione
Si nutre di crostacei e di cefalopodi.

### Riproduzione
Il pinguino crestato si riproduce una volta l'anno, e usa la sua cresta per attirare le femmine, ma cerca sempre la femmina con cui si è accoppiato l'anno precedente, è molto fedele. I pinguini crestati sono uccelli, e quindi ovipari. Maschio e femmina si alternano nella cova dell'uovo, che dura dai 30 ai 60 giorni.
Le uova vengono covate in nidi, ma anche direttamente sulla terra. Dopo il corteggiamento, si producono 2 uova, il primo delle quali, molto più piccolo, viene sempre perduto, mentre il secondo è il protagonista della riproduzione.

## Distribuzione e  habitat
Questa specie nidifica nelle isole a sud e a sud-est della Nuova Zelanda. La maggior parte della popolazione nidifica sulle isole Antipodi e Bounty.
Habitat marini.

## Sistematica
Forma una superspecie con Eudyptes pachyrhynchus e Eudyptes robustus.
Da alcuni biologi è considerata una sotto specie di Eudyptes pachyrhynchus.